# Sin Cargo
Pour plus de détails, voir Fiche technique et Distribution.
Sin Cargo est un film muet américain réalisé par Louis J. Gasnier, sorti en 1926.

## Synopsis
Harry Gibson, ruiné, cache cette situation à sa sœur Eve et tente de récupérer sa fortune grâce à un plan impliquant de la contrebande de perles. Il engage Matt Russell comme capitaine de son bateau. Matt tombe amoureux d'Eve, qui est également courtisée par Jim Darrell, un homme peu courtois. Matt perd sa licence et se voit infliger une amende lorsque les douaniers trouvent des perles dans une statue orientale qu'il livre pour Harry. Darrell, menaçant de poursuivre Harry pour non-paiement d'une dette, persuade Eve de venir à une fête sur un yacht ; pendant ce temps, Matt, ayant été engagé par Darrell, sauve Eve de ses avances, et l'équipage commence une mutinerie. Pour sauver Eve, Harry fait sauter le navire, se détruisant lui-même avec les méchants.

## Fiche technique
- Titre original : Sin Cargo
- Réalisation : Louis J. Gasnier
- Scénario : Jack Natteford, d'après le roman Sin Cargo de Leete Renick Brown
- Direction artistique : Edwin B. Willis
- Photographie : Milton Moore, Mack Stengler
- Montage : Harold Young
- Société de production : Tiffany Productions
- Société de distribution : Tiffany Productions
- Pays de production :  États-Unis
- Langue originale : anglais
- Format : Noir et blanc  — 35 mm — 1,33:1 — Film muet
- Genre : Film romantique
- Durée : 70 minutes
- Date de sortie : 
  - États-Unis : 15 novembre 1926

## Distribution
- Shirley Mason : Eve Gibson
- Robert Frazer : Matt Russell
- Earl Metcalfe : Harry Gibson
- Lawford Davidson : Jim Darrell
- Gertrude Astor : Mary Wickham
- Pat Harmon : Capitaine Barry
- Will Walling : Douanier